# Йоонас, Рихард Эдуардович
Йоонас, Рихард Эдуардович (эст. Richard Joonas; 15 ноября 1927, г.Нарва, Эстония — 11 апреля 2002) — эстонский и советский учёный инженер-химик, директор Научно-Исследовательского Института Сланцев г. Кохтла-Ярве (1982—1999).

## Биография
Окончил Таллинский Политехнический Институт. Лаборант, инженер на Сланцеперерабатывающем комбинате СПК им. В. И. Ленина г. Кохтла-Ярве, с 1948 г. 

Начальник центральной лаборатории СПК им. В. И. Ленина, с 1959 г. 

Зам. директора по научной работе НИИ Сланцев (Põlevkivi Teadliku Uurimise Instituut) г. Кохтла-Ярве, с 1968 г. 

Директор НИИ Сланцев, с 1982—1999 г. 

В 1977 г. был избран председателем Республиканского НТО нефтяной и газовой промышленности.

Являлся председателем комиссии по научно-техническому прогрессу и экономическому развитию города Кохтла-Ярве, а также депутатом и руководителем депутатской группы города Кохтла-Ярве. Был членом Всесоюзного общества изобретателей и рационализаторов. 

Автор оригинального высокоэффективного способа получения бензойной кислоты (АС No.249363, 1966 г.), внедренного на ПО «Сланцехим» в г. Кохтла-Ярве, Эстония.

Автор 58 научных публикаций в различных научных изданиях.

В сотрудничестве с коллегами автор более 60 изобретений.

## Награды
- Почётные грамоты
- Медали ВДНХ СССР
- Медаль «За трудовое отличие» (1971)
- Отличник нефтеперерабатывающей и нефтехимической промышленности СССР (1977)
- Заслуженный изобретатель Эстонской ССР (1980).
- Орден Дружбы народов (1986).
- Почетный Нефтехимик СССР (1987).
- Памятная медаль академика П.Когермана (1991).